# BAe 146
BAe 146
ブリュッセル航空のBAe146
- 用途：旅客機
- 分類：リージョナルジェット
- 製造者：ブリティッシュ・エアロスペース
- 運用者：ブリティッシュ・エアウェイズ 他
- 初飛行：1981年9月3日
- 生産数：387機
- 運用開始：1983年
- 運用状況：現役

BAe 146とは、ブリティッシュ・エアロスペース（現BAEシステムズ）が開発、製造していた乗客数82人から112人乗りの4発ジェット旅客機である。小型機にもかかわらず、ジェットエンジンを4発搭載しているという希少な機材でもある。

## 概要
イギリス製の中短距離向けジェット旅客機であるBAC 1-11の後継として、中短距離の路線を運航するリージョナルジェットを目標に開発された。
小型機としては世界で唯一の4発機であるが、それは同規格の旅客機とは違い、低騒音と高離着陸性能 (STOL) を狙っているためである。
また、ジェット旅客機では珍しい高翼構造やテールコーンを左右に開くエアブレーキを採用している。
BAe 146はこれらの理由から、短い滑走路や騒音規制の厳しい空港を発着する近距離路線を中心に就航しており、都心に近いため騒音制限が厳しく、かつ滑走路が短いロンドンシティ空港ではこの機体を多く見ることが出来る。

## 開発
1960年代初期、デ・ハビランド・エアクラフトはターボプロップエンジンを搭載する小型双発機の設計を始め、支線向け高翼旅客機DH.123と名づけられた。その後、デ・ハビランドはホーカー・シドレーに吸収合併され、ターボファンエンジン搭載の双発低翼機HS.144へと受け継がれた。しかし、適当な出力を発揮できるエンジンが見当たらず、開発は停滞した。
1971年にホーカー・シドレーの開発陣は、アメリカ製のアブコ・ライカミング ALF 502を4基搭載した高翼配置の4発機設計を採用した。これをHS.146と指定され、1973年8月29日にイギリス政府の支援をとりつけ、開発計画が承認された。直後に起きたオイルショックにともなう世界的景気の失速のため、計画の進行は後回しにされた。その間にホーカー・シドレーは、ブリティッシュ・エアロスペースの傘下に入り、1978年7月10日に政府の支援が回復され、HS.146の設計は、いくつかの近代化がなされ、BAe 146として開発は再開された。

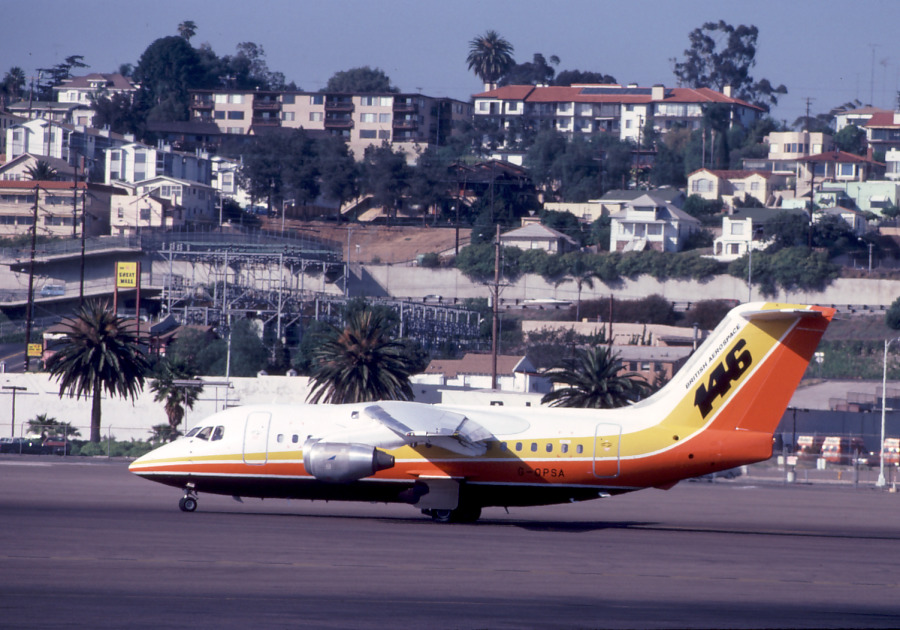
ブリティッシュ・エアロスペースの保有するBAe 146-100

試作機の初飛行は、BAe 146 シリーズ 100が1981年9月3日、シリーズ 100の胴体延長型のシリーズ 200が1982年8月1日である。1983年に欧州航空規則 (Joint Aviation Requirements) による型式証明を取得、イギリス-スイス間で初就航した。

## 設計
BAe 146の基本的な特徴は、15度の後退角をもった高翼配置の主翼とT字尾翼である。シリーズ 100は、各々31 kN (3,162 kgf/6,970 lbf) の出力をもつ4基のアブコ・ライカミング ALF 502R-5 ターボファンエンジンを搭載したが、初期生産型はALF 502R-3エンジンを搭載した。降着装置は前輪式で、すべて引き込み式のダブルタイヤである。後方の主脚は胴体に引き込まれ、前輪は機首側へ引き込まれる。

## 運航

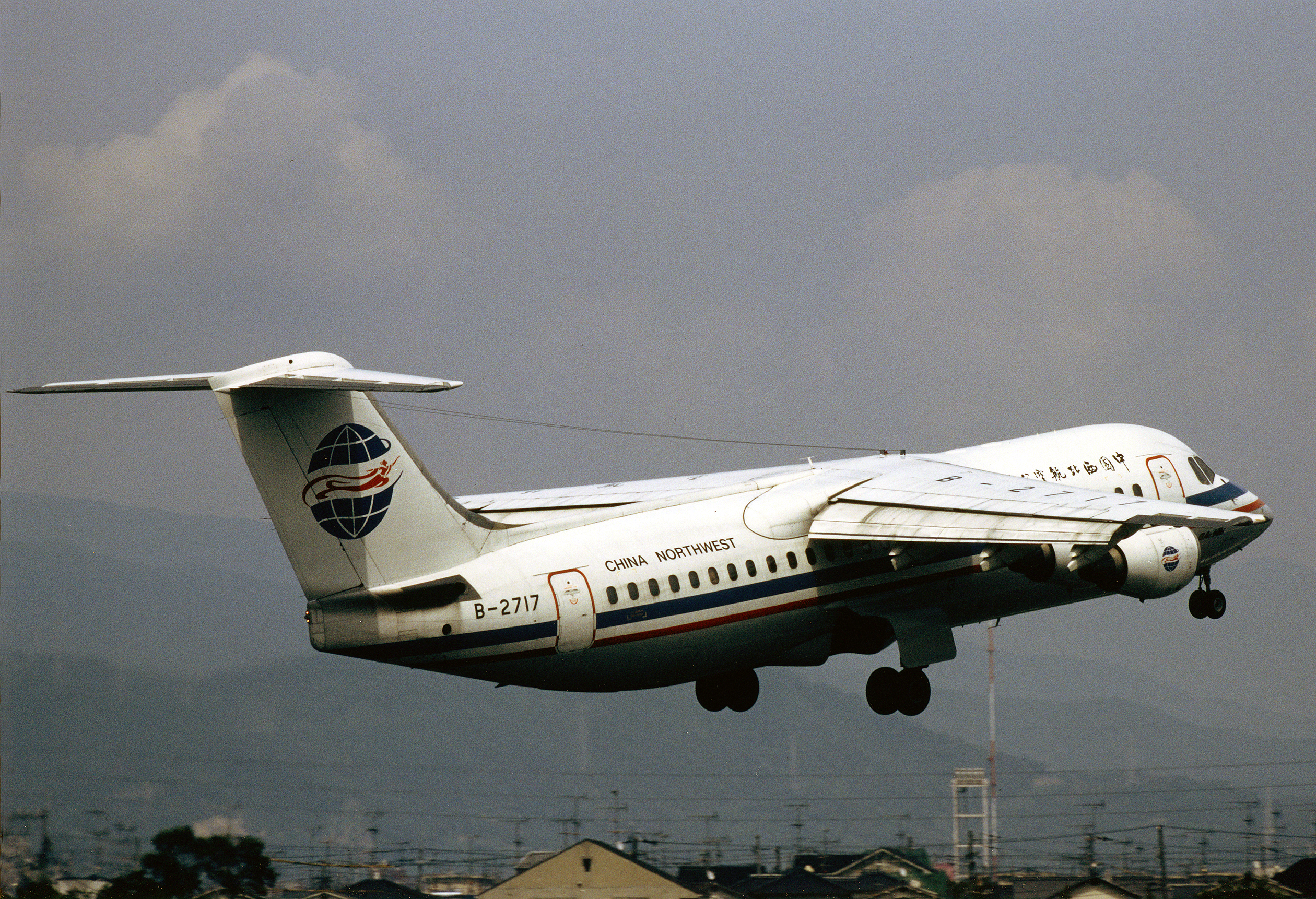
中国西北航空 BAe 146-300（1995年、松山空港）

イギリスのみならずヨーロッパ諸国の航空会社で多く導入された他、アジアやアメリカ、アフリカの航空会社にも多く導入され、2001年まで生産された。BAe 146の派生型としては、シリーズ 100、シリーズ 200、シリーズ 300がある。
後期にはグループ内の組織改編によりアブロライナーと呼んでいた。そのためアブロ 146と呼ばれたり、4発機であることからジャンボリノの愛称もある。現在もヨーロッパの航空会社を中心に運行されており、貨物機として運航されているケースもある。
日本の航空会社がBAe 146を運航したことはなかったが、イギリス王室専用機として飛来した他、中華人民共和国の航空会社が日中間の定期航空路線に使用したことがあった。

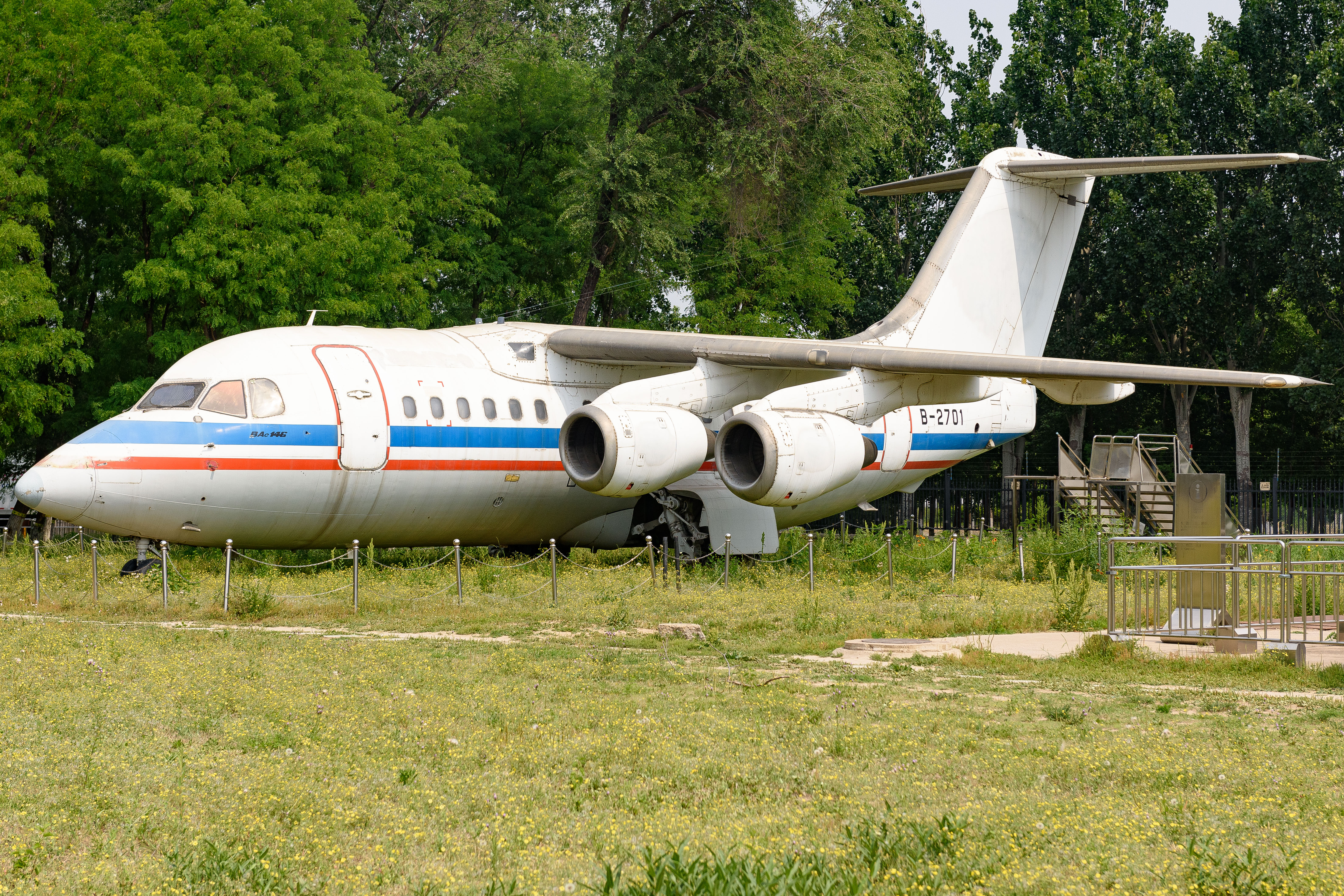
中国民航博物館に展示されているBAe 146-100

1990年代前半に中国東方航空が上海―長崎間で使用していたほか、1996年に開設された中国西北航空（現在は中国東方航空に吸収合併）が開設した広島発上海経由西安の路線（現在では上海までしか運航されていない）では当初この航空機が使われていた。

## アブロRJ
1993年に、エンジンを換装した上に操縦系統を近代化し、名称を変更し、アブロ RJ (Avro RJ) となった。各型は、RJ70、RJ85、RJ100としているが、それぞれ定員を示したものであり、さらに定員を増加したRJ115もある。2001年には生産を終了した。

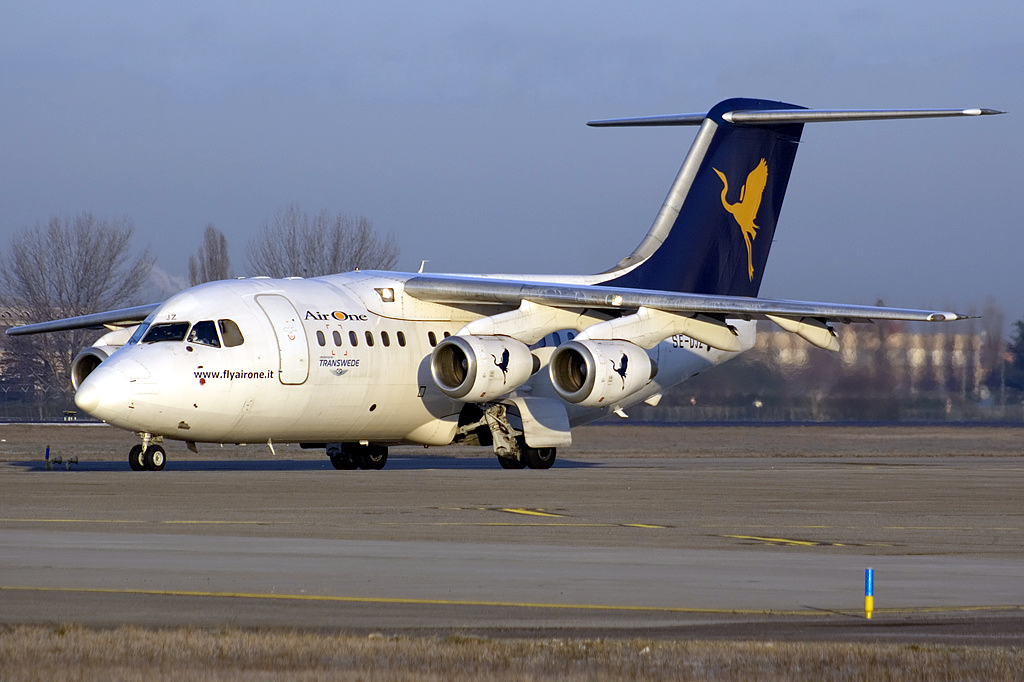
エア・ドロミティのアブロ RJ70
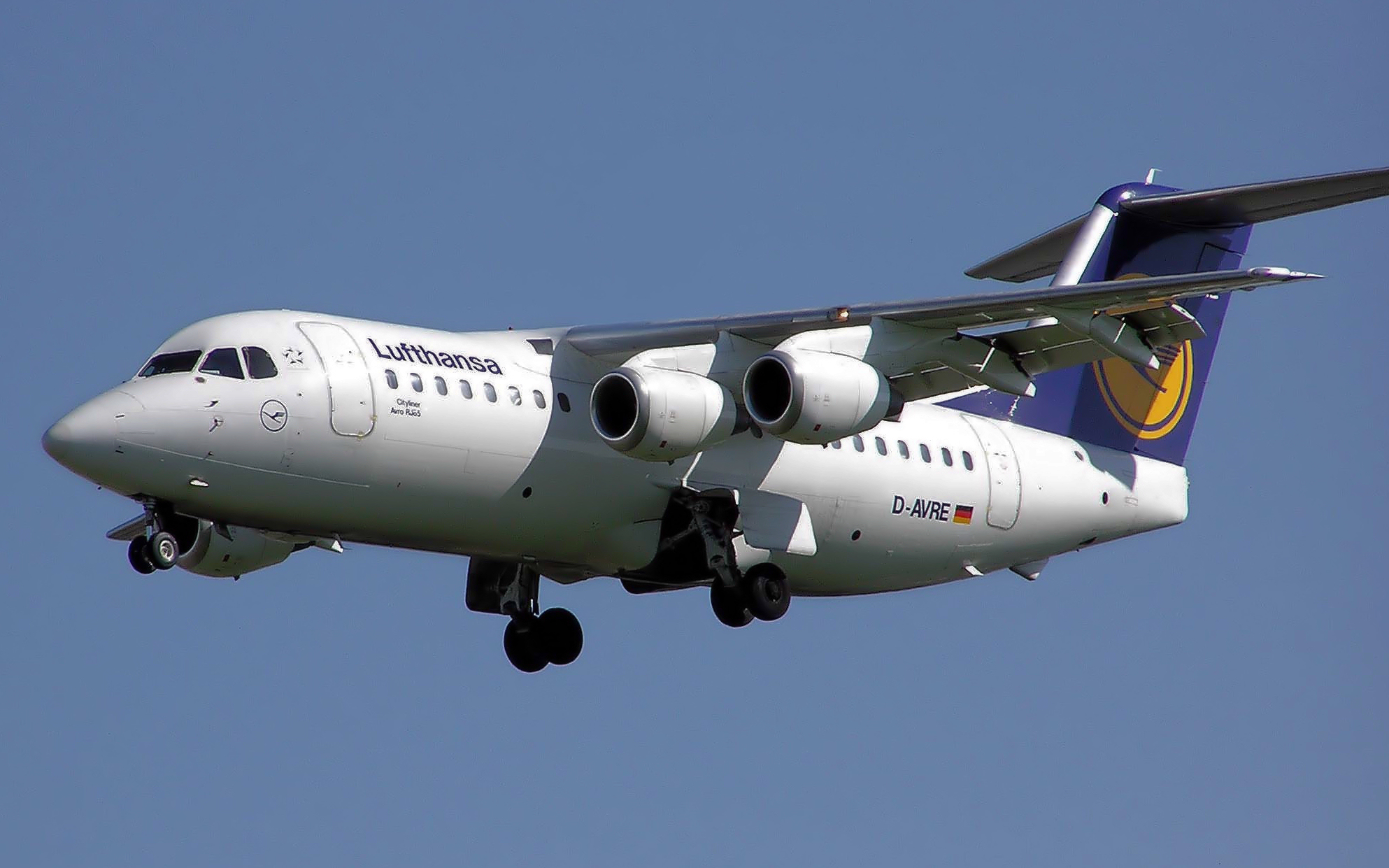
ルフトハンザ・シティーラインのアブロ RJ85 (146-200)
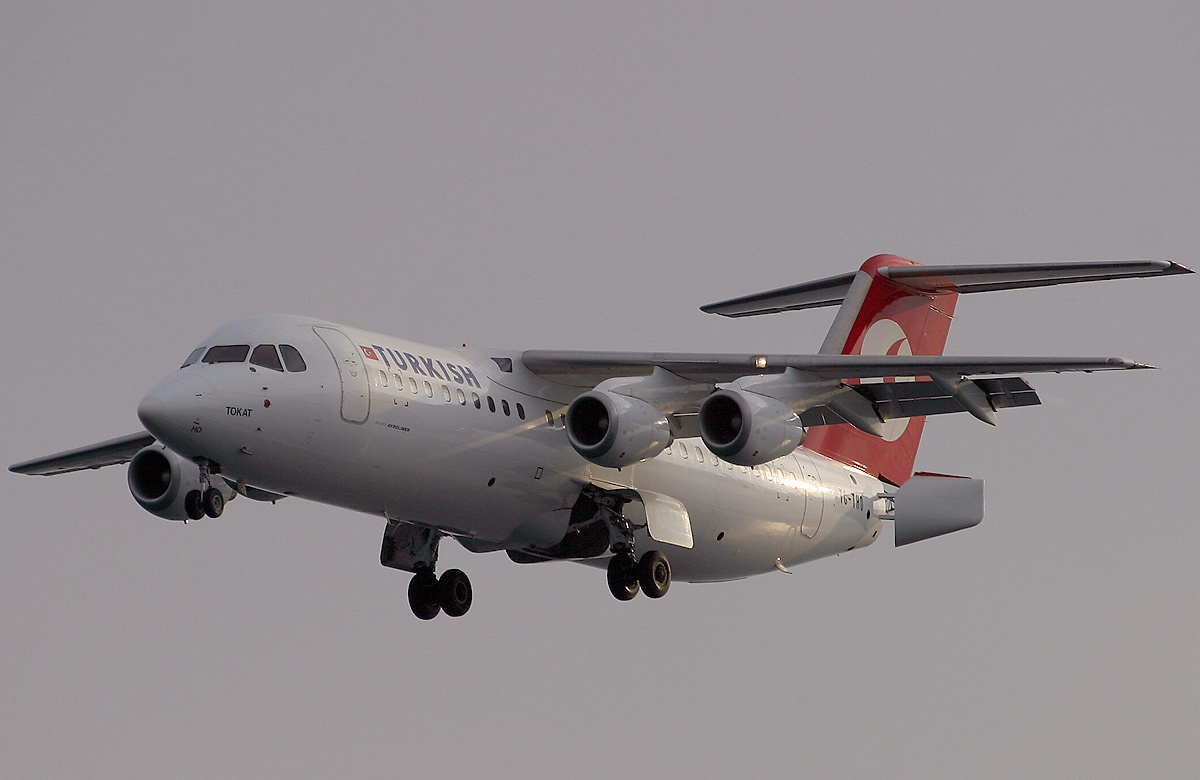
トルコ航空のアブロ RJ100　テールコーンが開いているのが解かる。

## 事故
BAe 146/Avro RJシリーズでは14件の全損事故・事件が発生しており、計294人が死亡している。
- 1987年12月7日、パシフィック・サウスウエスト航空1771便がカリフォルニア州の丘に墜落した。後の調査で、解雇されたUSエアーの従業員が.44マグナム弾で少なくとも上司と客室乗務員、パイロット2人を射殺していたことが明らかになった。乗員乗客43人全員が死亡[4][5]。
- 1991年2月20日、プエルト・ウィリアムズ空港に着陸したLAN チリ1069便が滑走路をオーバーランした。乗員乗客73人中20人が死亡[6][7]。
- 1993年7月23日、中国西北航空2119便が銀川河東国際空港からの離陸時に滑走路をオーバーランした。乗員乗客113人中55人が死亡[8]。
- 1998年9月25日、スペインのマラガからメリリャへ向かっていたパークンエア（英語版）4101便がモロッコの山中に墜落した。乗員乗客38人全員が死亡[9]。
- 2001年11月24日、スイスのチューリッヒに向かっていたクロスエア3597便が空港手前の丘に墜落した。乗員乗客33人中24人が死亡[10]。
- 2003年1月8日、トルコのディヤルバクルに向かっていたトルコ航空634便がディヤルバクル空港への着陸進入中に墜落した。乗員乗客80人中75人が死亡[11]。
- 2006年10月10日、ストード空港（英語版）への着陸時にアトランティック・エアウェイズ670便が滑走路をオーバーランし、崖から転落した。乗員乗客16人中4人が死亡[12][13]。
- 2009年4月9日、アヴィアスター機がワメナ空港（英語版）への着陸進入中に墜落した。乗員6人全員が死亡[14]。
- 2016年11月29日、ラミア航空2933便がボリビアのサンタ・クルス空港を離陸したまま消息不明となり、目的地であるコロンビアのメデジン空港の手前30 km地点の山岳地帯で墜落していたことが確認された[15]。この機体にはブラジルのプロサッカーチーム、シャペコエンセの選手らが搭乗していたが、乗員乗客77名の内、生存者は選手3名を含む6名のみであり、大半の選手が犠牲となった[16]。墜落原因の詳細は不明だが、航続距離超過による燃料切れ、及びパイロットエラーであるという報道がされている[17][18]。

## カスタマーの一覧

### 航空会社

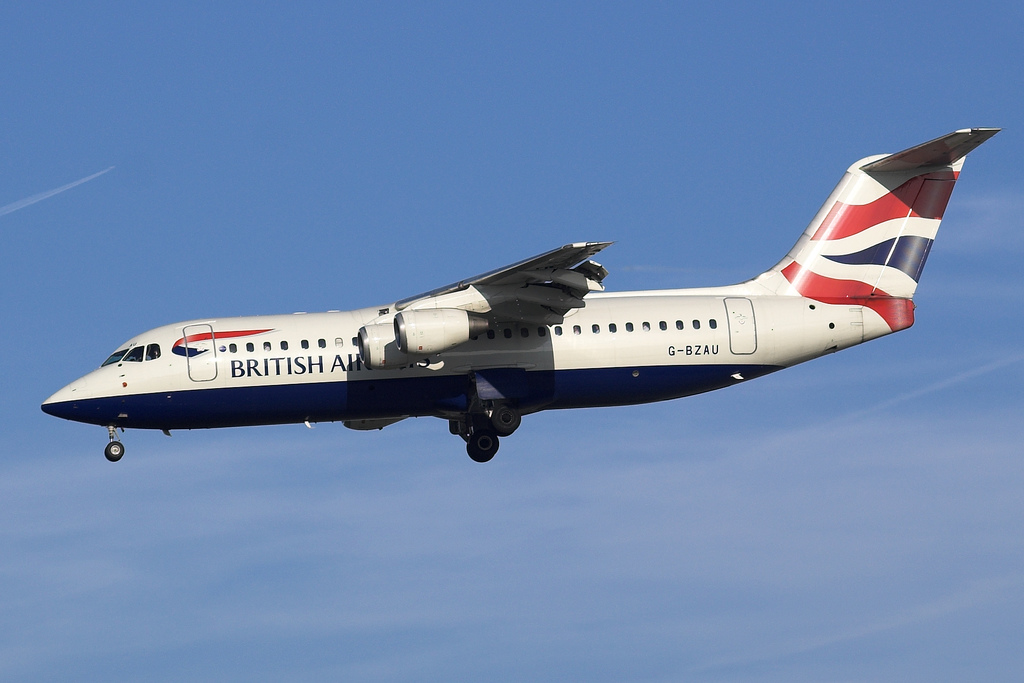
BAシティフライヤーのアブロ RJ100

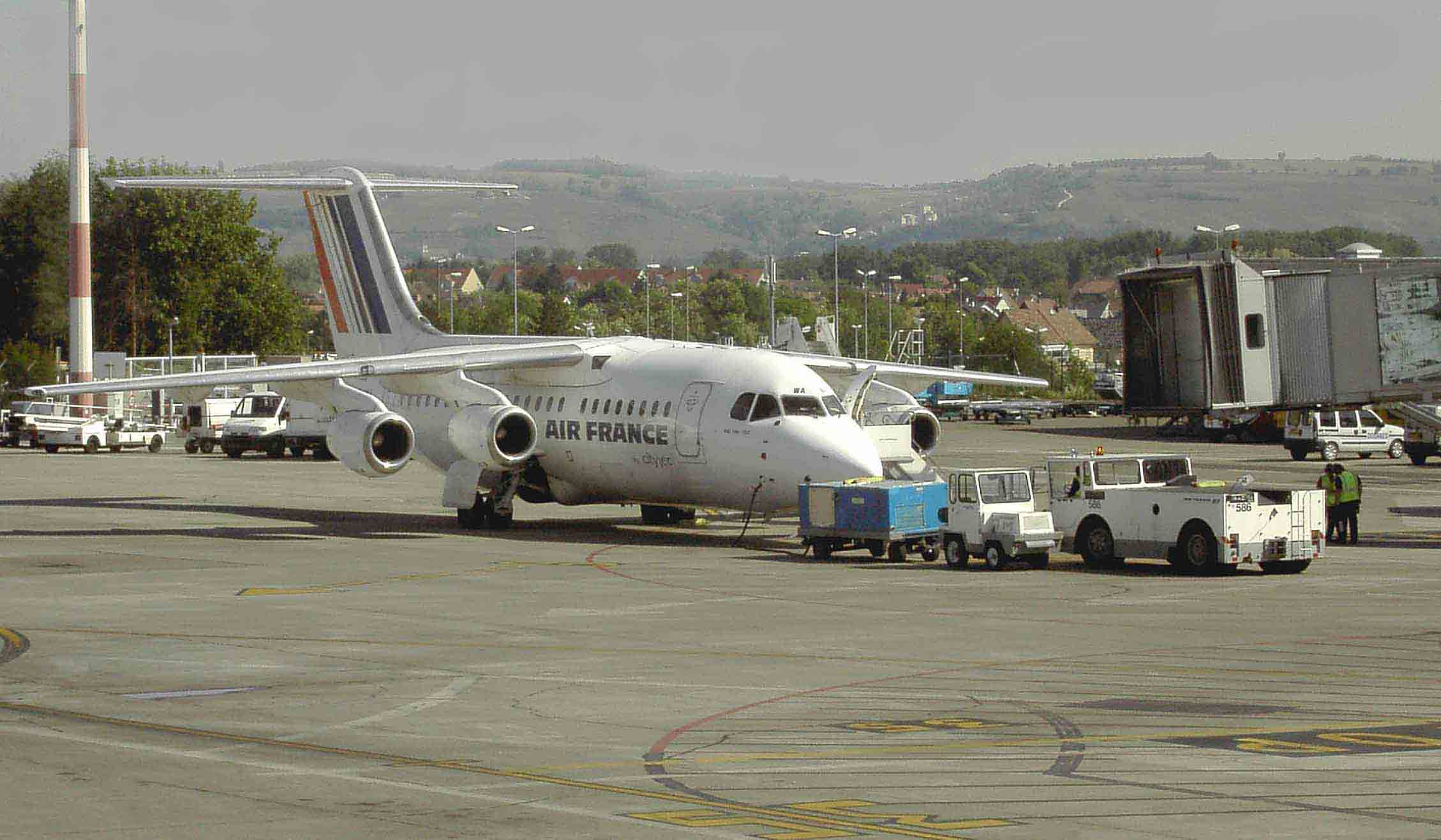
シティジェットのBAe 146

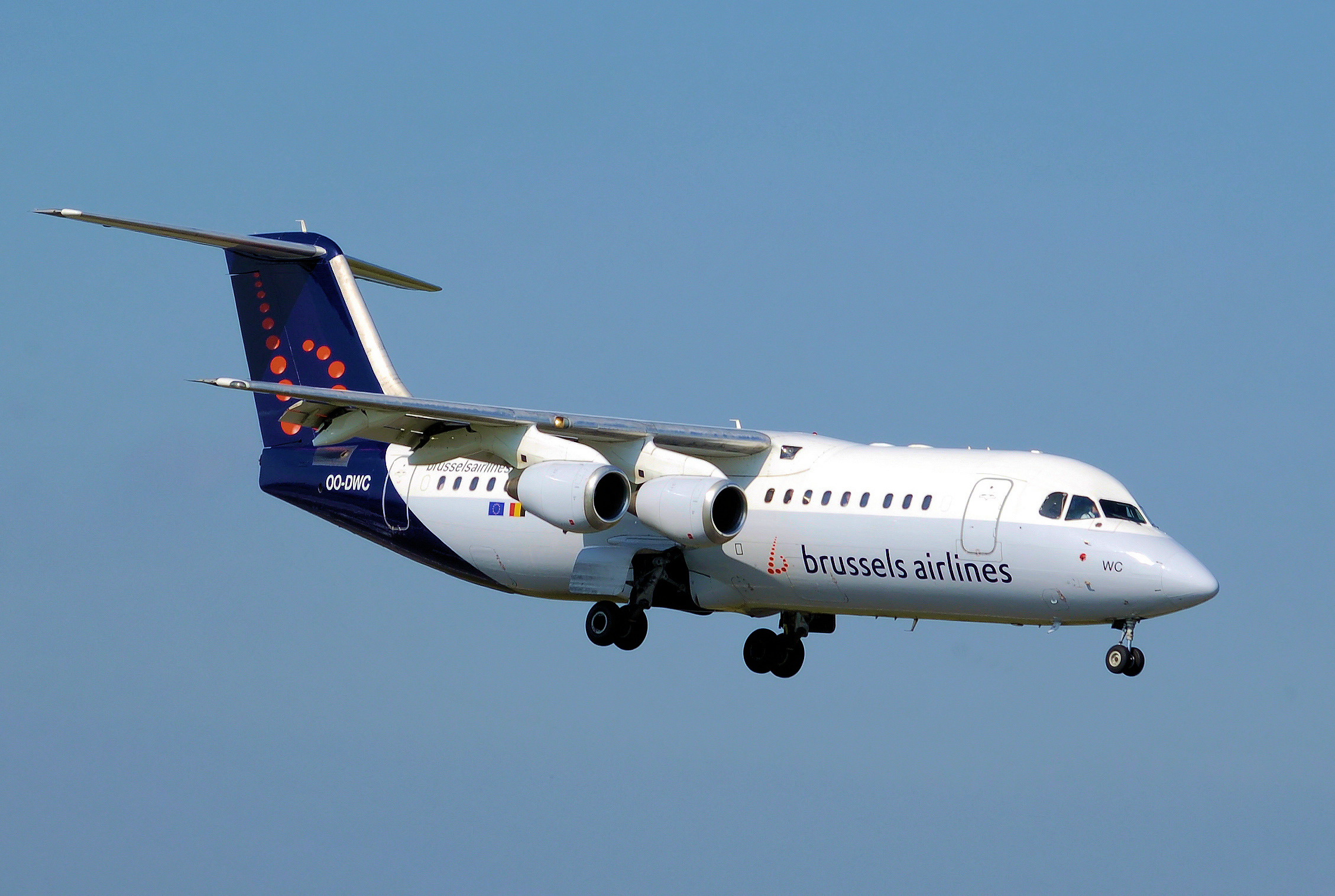
ブリュッセル航空のアブロ RJ100

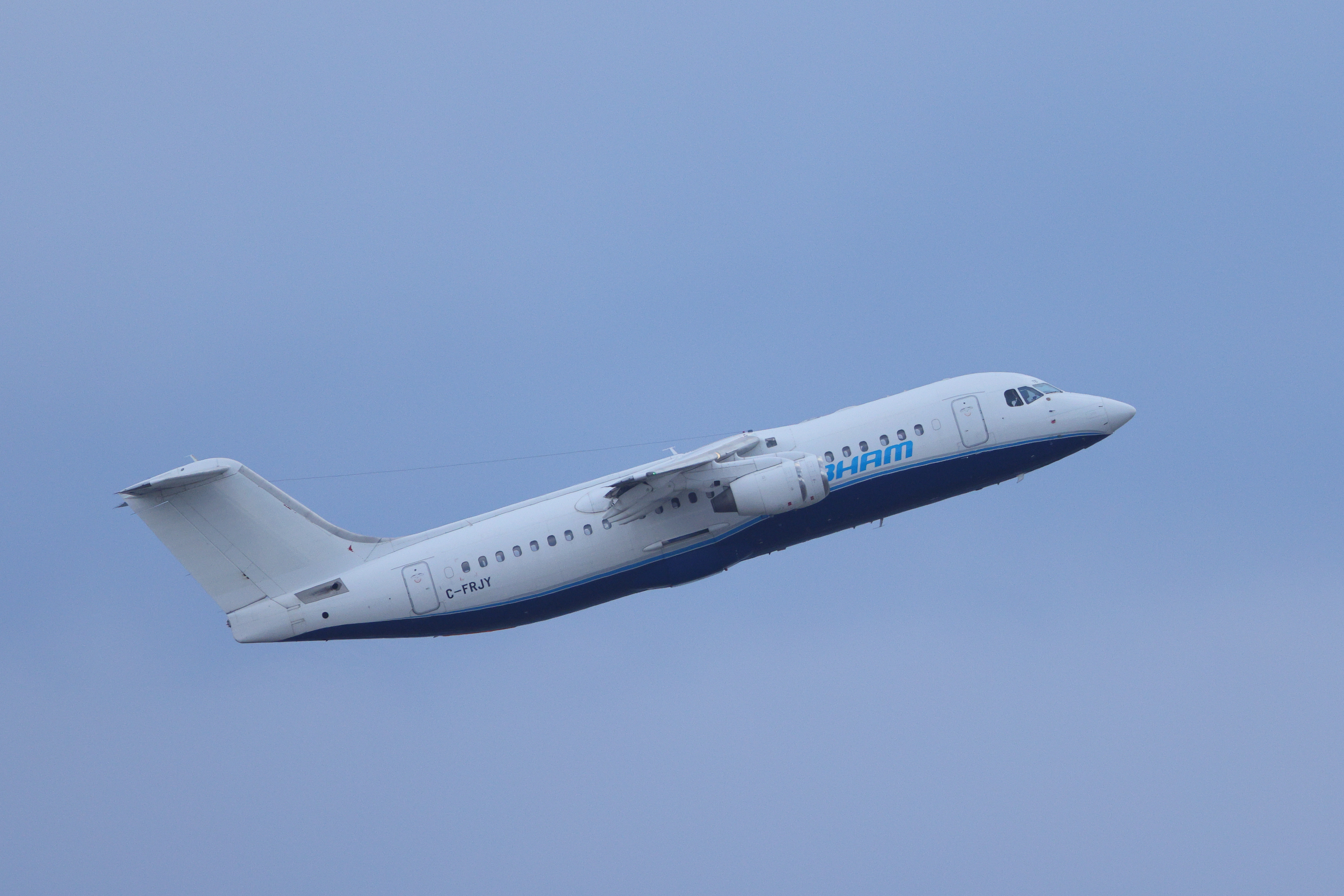
コブハム・アビエーションのアブロRJ100

（過去のものも含む）
- ブリティッシュ・エアウェイズ
  - BAシティフライヤー
- Flybe
- bmi
- シティジェット
- ルフトハンザ・シティーライン
- ブリュッセル航空
- スイス国際航空
- エア・ドロミティ
- ブルガリア航空
- マハンエア
- ウズベキスタン航空
- 中国東方航空
- 中国西北航空
- パシフィック・サウスウエスト航空
- アメリカン航空
- USエアウェイズ
- ラン航空
- エアーリンク
- アンセット航空
- コブハム・アビエーション
- スカイフォース・アビエーション
- ニュージーランド航空
- エア・アンノボン
- ロイヤルブータン航空
- タイ国際航空

### 政府および軍
- イギリス空軍 - 第32飛行隊（英語版）にて、王室を始めとする要人の移動に使用されていた[19]。ファルコン900LXに代替され退役済み[20][21]。
- サウジアラビア政府
- ボリビア政府

## 派生型
- BAe 146 シリーズ 100 (Avro RJ70)：標準型。
- BAe 146 シリーズ 200 (Avro RJ85)：2.4 mストレッチ型。
- BAe 146 シリーズ 300 (Avro RJ100)：200型の2.44 mストレッチ型。
  - 146-QT：貨物機型
  - 146-QC：貨客転換型
  - 146-STA：軍用型、計画のみ
- Airbus E-Fan X（英語版） - エンジン1基を電動ダクテッドファンで置き換えたハイブリッド航空機の実証実験機。

## 要目

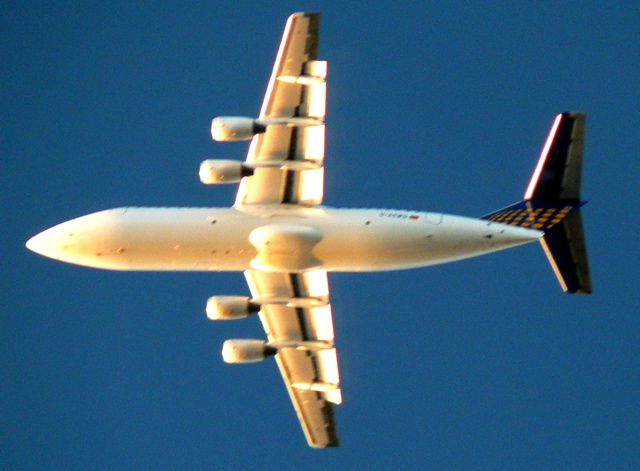
真下から見たBAe146

- 全長：26.19 m（-100）、28.55 m（-200）、30.1 m（-300）
- 翼幅：26.21 m
- 全高：8.6 m
- 翼面積：77.3 m2
- 乗員：2 名
- 乗客：70-82（-100）、85-100（-200）、100-112（-300）
- エンジン：ライカミング（ハネウェル） LF 507 4基
  - 推力 7,000 lbf（31.1 kN）
- 巡航速度：760 km/h
- 離陸滑走距離[22]：1,195 m (-100)、1,390 m (-200)、1,535 m (-300)
- 着陸滑走距離[22]：1,180 m (-100)、1,190 m (-200)、1,270 m (-300)
- 航続距離[22]：3,870 km (-100)、3,650 km (-200)、3,340 km (-300)